# Emily Noor
Emily Noor (Someren, 5 maart 1971) is een Nederlands voormalig top-tafeltennisster.
Samen met Bettine Vriesekoop won ze een zilveren medaille in het damesdubbel op de Europese kampioenschappen tafeltennis 1996 in Bratislava. Ze werd in 1992 Nederlands kampioen enkelspel.
Behalve het Nederlands Kampioenschap enkel, won Noor de nationale dubbelspeltitel in 1987 (met Marlies Somers, beide spelend voor Hotak'68), 1990, 1991, 1992 (met Gerdie Keen), 1994 en 1995 (met Diana Bakker). Ze kwam voor Nederland uit op de Olympische Zomerspelen 1996.
Noor stopte in mei 1998 met het spelen van internationale toernooien. Ze kwam in competitieverband uit voor onder meer Reflex Scheemda, TTV Megacles en ROC Noordkop (Den Helder). Na haar topsportloopbaan opende Noor in 1999 een keten voor verkoop en onderhoud van sportartikelen in het voetbal, tafeltennis, racketsport, hockey, jogging en Nordic walking. Noor ging later werken voor een sportketen.

## Erelijst
- Zilveren medaille damesdubbel op de Europese kampioenschappen tafeltennis 1996
- NL Top-12 winnares 1992 en 1995
- Nederlands clubkampioen 1993/94 (met Reflex Scheemda)
- Nederlands kampioen enkelspel 1992
- Nederlands kampioen dubbelspel 1987, 1990-1992, 1994 en 1995.
- Nederlands kampioen gemengd dubbel 1989, 1991 (met Danny Heister), 1992, 1993 (met Frank Boute), 1998 en 1999 (met Jörg de Cock).